# Мадонна Морская
Мадонна Морская (итал. La Madonna del Mare) — картина выдающегося живописца периода кватроченто эпохи итальянского Возрождения флорентийской школы Сандро Боттичелли. Написана во Флоренции между 1475 и 1480 годами темперой на дереве (60,5 x 49,5 см). Хранится в Галерее Академии во Флоренции.

## История и атрибуции
Картина происходит из монастыря Санта-Феличита во Флоренции. Некоторые переписи не позволяют правильно оценить работу, которую неопределенно приписывают Боттичелли (Ульман, 1893) или молодому Филиппино Липпи (Лайтбаун)).
Своё название картина получила благодаря залитому светом морскому пейзажу, который виден на дальнем плане через окно. Дева Мария держит Младенца на коленях, укрывшись типичной для картин Боттичелли прозрачной вуалью, а поверх обычного красного платья накинут голубой плащ (мафорий) с вышитой на плече звездой (кометой Галлея). Младенец держит в руке открытый гранат, из которого он отделил несколько зёрен, падающих с его левой руки. Плод символизирует плодородие и царственность Марии, а красный цвет обозначает кровь, пролитую Спасителем.
Связь с морем также подчёркивается одним из имён Девы Марии — Stella maris (Морская Звезда). Очевидны и отсылки картины  изысканной линеарности манеры Филиппино Липпи, восходящей к ранним образцам живописи Андреа дель Верроккьо.